# Khampheng Sayavutthi
Khampheng Sayavutthi (ur. 19 lipca 1986 w Wientianie) – laotański piłkarz, grający na pozycji napastnika.

## Kariera piłkarska

### Kariera klubowa
Wychowanek Yotha FC (MCTPC FC), w barwach którego w 2005 rozpoczął karierę piłkarską. Od 2011 do 2013 bronił barw Khonkaen FC. Latem 2013 przeszedł do tajskiego Ang Thong FC.

### Kariera reprezentacyjna
W 2009 debiutował w narodowej reprezentacji Laosu. Łącznie rozegrał 25 meczów i strzelił 8 goli.